# Pomachromis exilis
Pomachromis exilis là một loài cá biển thuộc chi Pomachromis trong họ Cá thia. Loài này được mô tả lần đầu tiên vào năm 1973.

## Từ nguyên
Từ định danh exilis trong tiếng Latinh có nghĩa là "mảnh khảnh", hàm ý đề cập đến cơ thể thon dài của loài cá này.

## Phạm vi phân bố và môi trường sống
P. exilis có phạm vi nhỏ hẹp ở Tây Thái Bình Dương, chỉ được ghi nhận tại quần đảo Marshall và quần đảo Caroline. P. exilis sống gần những rạn san hô viền bờ hoặc trong các đầm phá ở độ sâu khoảng 3–12 m.

## Mô tả
Chiều dài cơ thể tối đa được ghi nhận ở P. exilis là 5 cm. Cơ thể thon dài, có màu xanh lục sáng, sẫm màu hơn ở lưng. Có một đốm đen ở gốc vây ngực và một vệt đen nổi bật ở trên cuống đuôi. Hai thùy đuôi có màu vàng.
Số gai ở vây lưng: 14; Số tia vây ở vây lưng: 12–13; Số gai ở vây hậu môn: 2; Số tia vây ở vây hậu môn: 12–13; Số gai ở vây bụng: 1; Số tia vây ở vây bụng: 5.

## Sinh thái học
Thức ăn của P. exilis chủ yếu là động vật phù du. Cá đực có tập tính bảo vệ và chăm sóc trứng; trứng có độ dính và bám vào đá hoặc san hô.